# Bandera purépecha
La bandera purépecha consiste en cuatro campos de cuatro colores con un escudo y la leyenda de Juchari Uinapekua (Nuestra Fuerza) por debajo del escudo. Este blasón es único en su tipo y surgió en el pueblo de Santa Fe de la Laguna en 1980, es una bandera étnica de México.

## Descripción y simbolismo
Esta llamada "bandera purépecha" tiene cuatro campos de colores, a su lado izquierdo, a partir del mástil, el campo morado por encima del campo amarillo, en lado derecho un campo azul por encima del campo verde.

### Colores

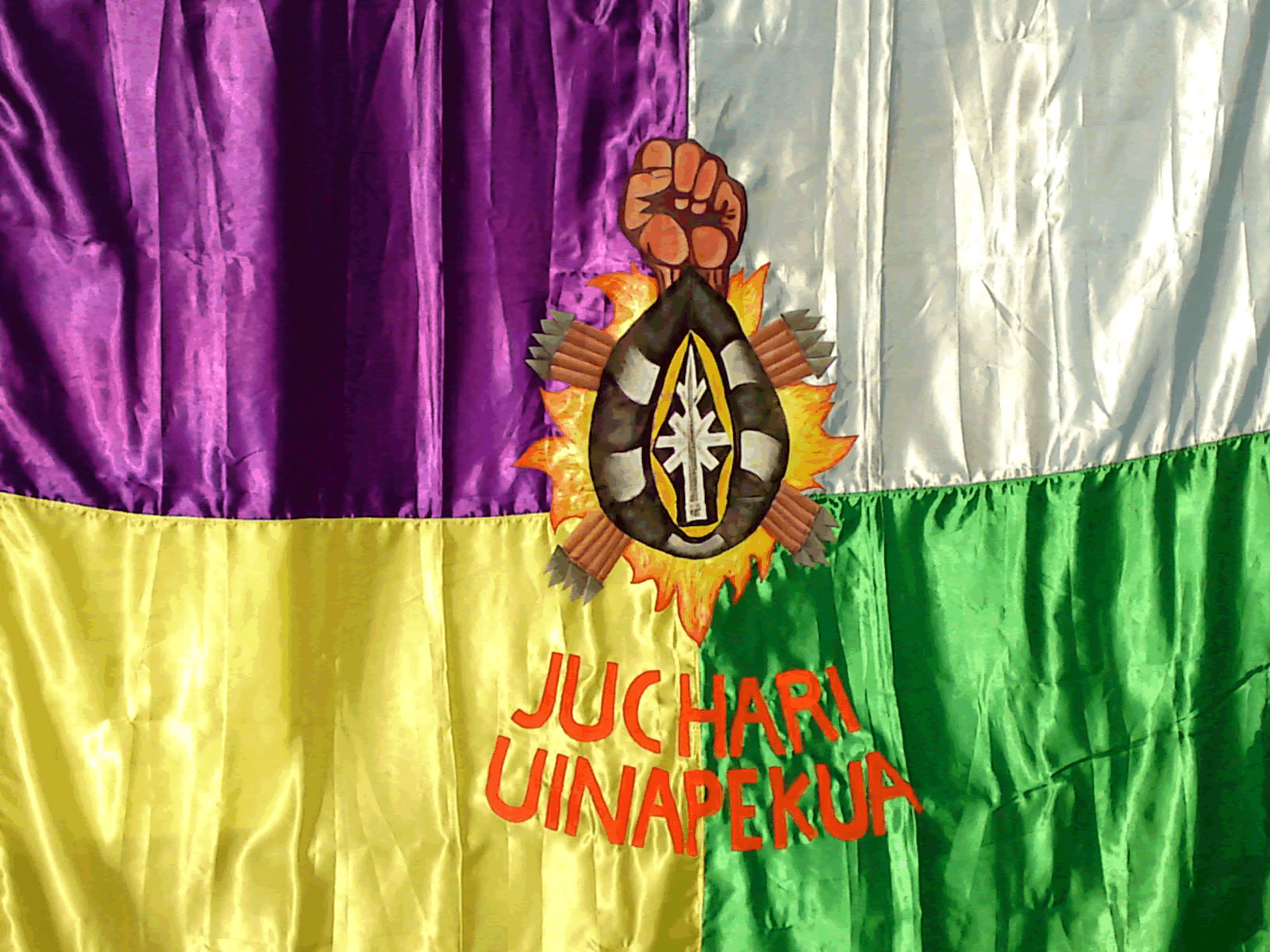
Histórica bandera p'urhépecha, surgida en Santa Fe de la Laguna, Michoacán, en 1980. La bandera aparece por primera vez en el portal de Xirankua

En el proyecto para la elaboración y diseño de esta bandera p'urhépecha han intervenido un gran número de personas de las distintas regiones p’urhépecha, así como de diferentes niveles de conocimientos y disciplinas, llegando a la presente imagen simbólica que puede explicarse como sigue:

- Violeta (Tsakápundurhu - Región Ciénaga de Zacapu), que nos hace presente la región de la Ciénaga y de sus pueblos que han perdido el idioma materno y gran parte de nuestra herencia cultural, que sin embargo aún cuidan y mantienen con sus manos a uno de nuestros dioses antiguos: el maíz.

- Celeste (Japóndarhu - Región Lago), que nos da la significación de la región lacustre, donde fue el centro del Reino P’urhépecha, reflejando en sus aguas la grandeza de sus dioses y la memoria presente de las Yácatas que aún se conservan en casi todos los pueblos ribereños, donde se continúa tomando un alimento ancestral: el pescado blanco.

- Oro (Eraxamanirhu - Región Cañada de los 11 Pueblos), que nos representa la región de la cañada con el río Duero que corre serpenteando los Once Pueblos como un símbolo de vida y energía que transmite a la gente de esta región fértil.

- Verde (Juátarhu - Región Meseta P'urhépecha), que nos expresa la fecundidad de los bosques serranos y la riqueza de las maderas comunales de los pueblos pertenecientes a la llamada Meseta Purépecha o Tarasca.

En el centro se ha colocado un bloque de obsidiana que representa a Curicaveri; es la forma de dios solar y que significaba el Gran Fuego, el que se alimenta de fuego, forma que abrasa y proyecta a los diferentes puntos cardinales cuatro grupos de flechas. En la Relación se dice: estas flechas son dioses; en cada de estas, mata al dios Curicaveri y no suelta dos flechas en vano. También se encuentra el cuchillo de piedra blanca que señala el mensaje o destino del pueblo p'urhépecha y su origen divino, descendiente del "Linaje del Dios Curicaveri".

Como lema del escudo p'urhépecha, se ha tomado la frase que nació en la lucha organizada por la defensa de las tierras comunales en Santa Fe de la Laguna; Juchari Uinapekua ('Nuestra fuerza'), palabras que encierran toda la herencia cultural de un pueblo no vencido y que hoy repiten el resto de los pueblos p'urhépecha que luchan por su liberación.

## Historia

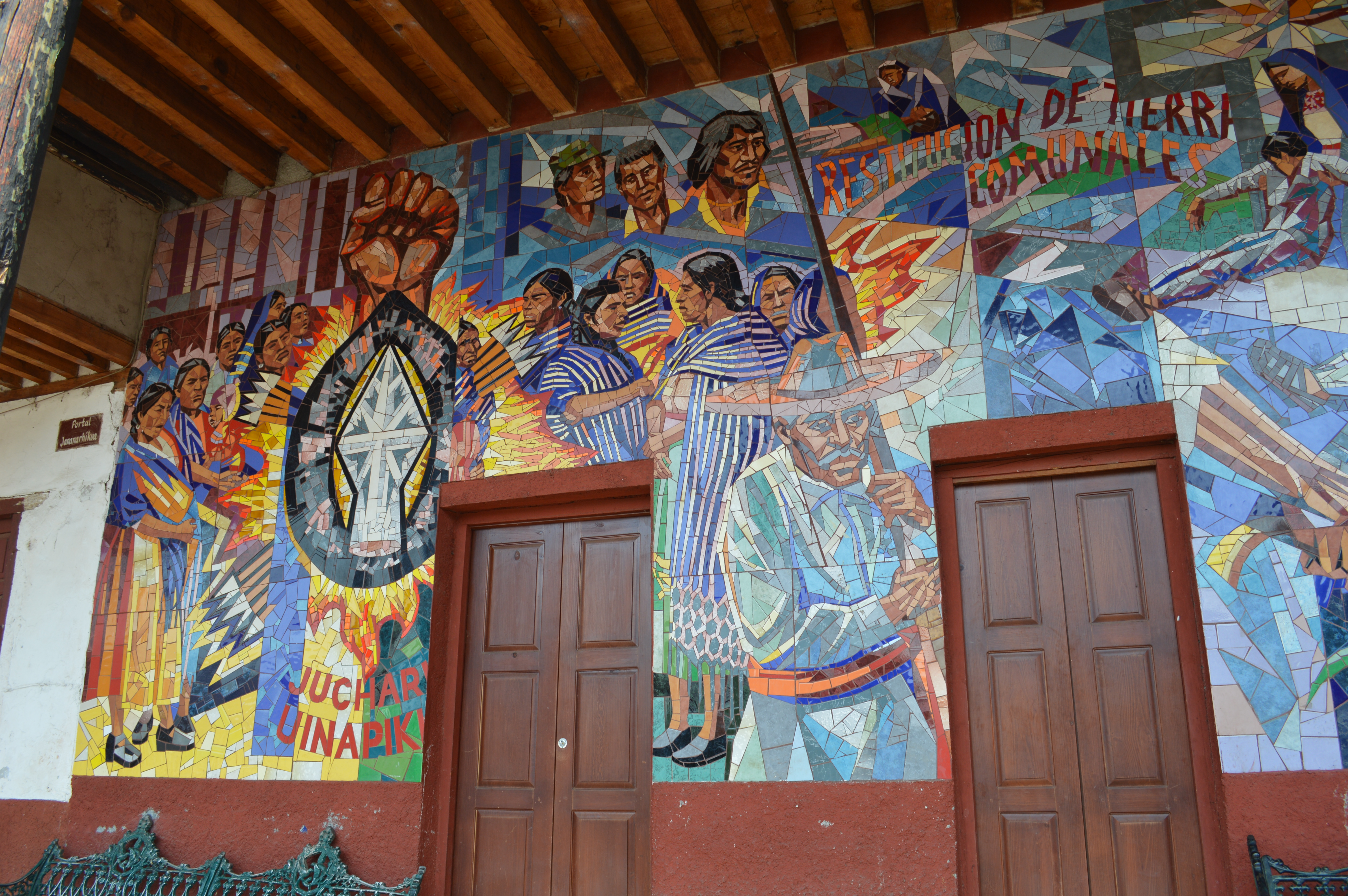
Mural con símbolos p'urhépechas en la localidad de Santa Fe de la Laguna.

La bandera p'urhépecha surge como un símbolo de unión e identidad con todos los P'urhépechas, buscando al mismo tiempo la organización y lucha de los pueblos p'urhépechas contra las nuevas formas de dominio y explotación que agreden constantemente a las comunidades indígenas y en general a toda la cultura. Y como un homenaje a todos los tíos caídos por la delantera de las tradiciones p’urhépechas y por la integralidad de las tierras comunales, especialmente a los indígenas asesinados el 10 de noviembre de 1810 en Colima por los ganaderos y guardias blancas de Quiroga. 
El pintor José Luis Soto González diseña y pinta la bandera p'urhépecha que forma parte también de la ceremonia de la toma de bandera p'urhépecha en la comunidad michoacana de Santa Fe de la Laguna, Municipio de Quiroga, desde el día lunes 17 de noviembre de 1980 a la fecha. 
En el año recientes surge con gran fuerza la bandera purépecha que apareció en 1980, es una insignia civil que retoma los colores de dicha bandera y que comienza a tener una fuerte presencia en los michoacanos, muy en especial en los que hablan la lengua purépecha. Al no existir un documento que regule el uso de este emblema, ha tomado un sinnúmero de variantes que no corresponden a las ideas simbólicas y han provocado discusiones sobre el diseño histórico de la bandera.